# Salah Eltorgman
Salah Eltorgman (* 30. Oktober 2002 in Kairo, Ägypten) ist ein kanadischer Squashspieler.

## Karriere
Salah Eltorgman spielte 2021 erstmals auf der PSA Squash Tour und gewann auf dieser bislang drei Titel. Seinen ersten Titel gewann er in der Saison 2023/24 im Oktober mit dem Turniersieg in Gatineau. Einen Monat darauf folgten weitere Titelgewinne in Richmond und Edmonton. Seine höchste Platzierung in der Weltrangliste erreichte er mit Position 77 am 4. Dezember 2023.
Mit der kanadischen Nationalmannschaft nahm er 2023 und 2024 an der Weltmeisterschaft teil. Bereits 2022 hatte er Kanada bei den Panamerikameisterschaften vertreten und war im Einzel in der ersten Runde ausgeschieden. Mit der Mannschaft belegte er den fünften Platz. Wesentlich erfolgreicher verlief Eltorgmans Teilnahme an den Panamerikameisterschaften 2024: Im Einzel und mit der Mannschaft erreichte er jeweils das Halbfinale. Im Einzel unterlag er Ronald Palomino aus Kolumbien in vier Sätzen, während in der Mannschaftskonkurrenz die Partie gegen Argentinien mit 1:2 verloren ging.

## Erfolge
- Gewonnene PSA-Titel: 3